# John Powell (Pianist)

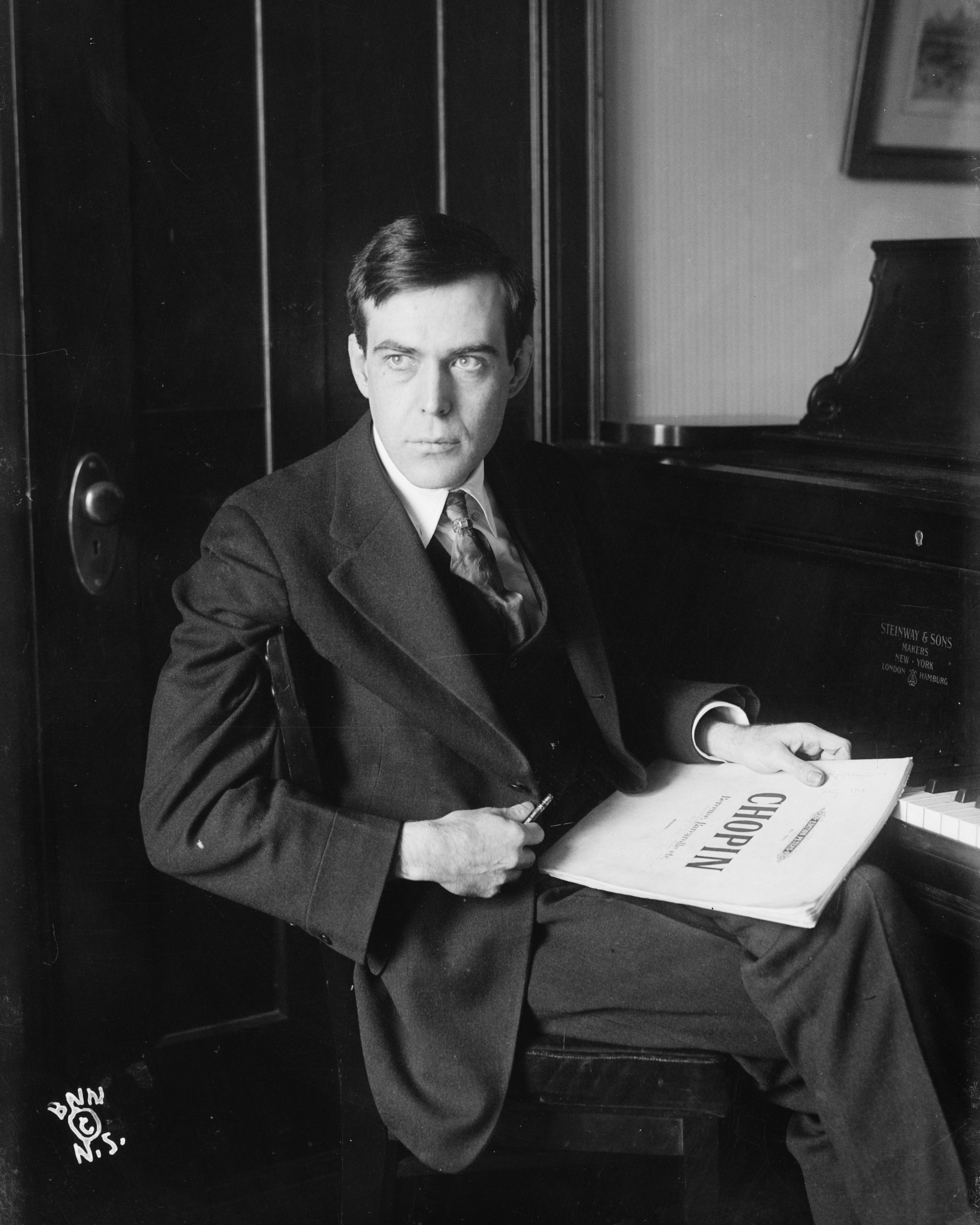
John Powell (1916)

John Powell  (* 6. September 1882 in Richmond, Virginia; † 15. August 1963 in Charlottesville, Virginia) war ein US-amerikanischer Pianist und Komponist.

## Leben
Powell studierte an der University of Virginia in Charlottesville und war seit 1904 Schüler von Theodor Leschetizky und Karel Navrátil in Wien. Er konzertierte als Pianist bis 1912 in Europa, danach in den USA. 
Neben zwei Sinfonien, einer Ouvertüre und zwei Orchesterstücken komponierte er eine Rhapsodie nègre für Klavier und Orchester, ein Violinkonzert, kammermusikalische Werke, Klavierstücke, Chorwerke, Lieder und Volksliedbearbeitungen.
1924 wurde er in die American Academy of Arts and Letters gewählt.

## Werke
- Rhapsodie nègre, 1919
- Natchez on the Hill, 1932
- The Babe of Bethlehem, 1934
- Symphony in A, 1937
- Symphony on Virginian folk themes, 1945